# Hanne Borchgrevink
Hanne Borchgrevink, född 24 september 1951 i Oslo, är en bildkonstnär.
Hanne Borchgrevink är utbildad vid Statens håndverks- og kunstindustriskole 1971-74 i Oslo och Statens Kunstakademi i Oslo 1974-79. Hon debuterade på Höstutställningen i Oslo 1974 och har arbetat med måleri och grafik, speciellt träsnitt.
Hon är gift med konstnären Tore Hansen. Tillsammans med sin man tilldelades hon Hedmark fylkes kulturpris 2002.